# Fluchtweg (Eisenbahntunnel)

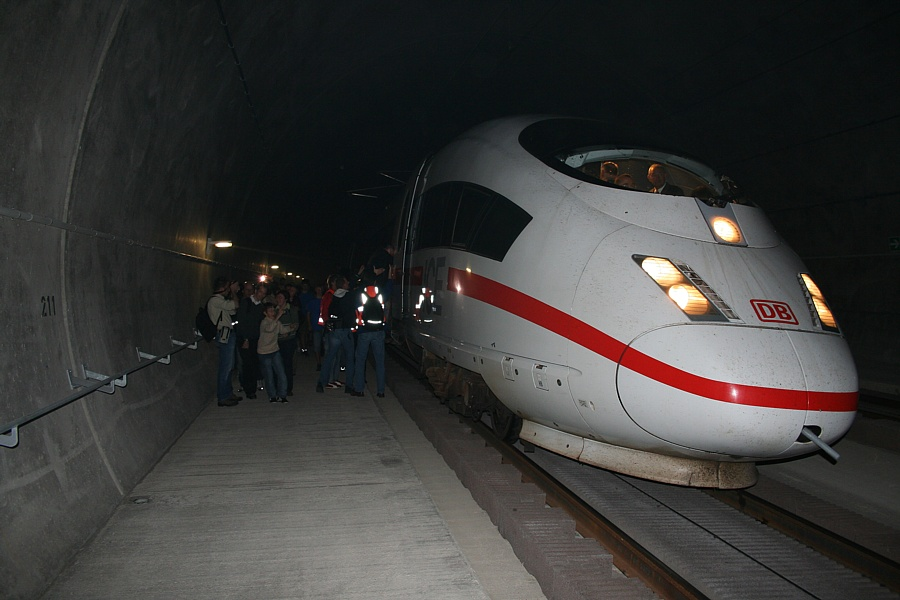
Fluchtweg, mit Handlauf und Sicherheitsbeleuchtung während einer Rettungsübung

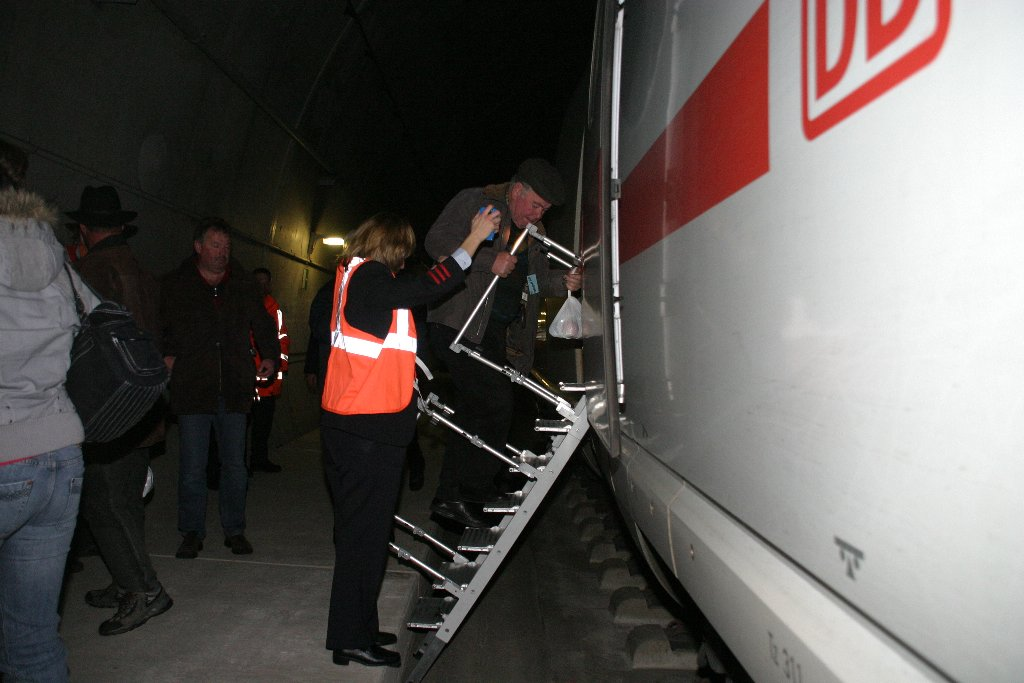
Evakuierung auf den Fluchtweg während einer Rettungsübung

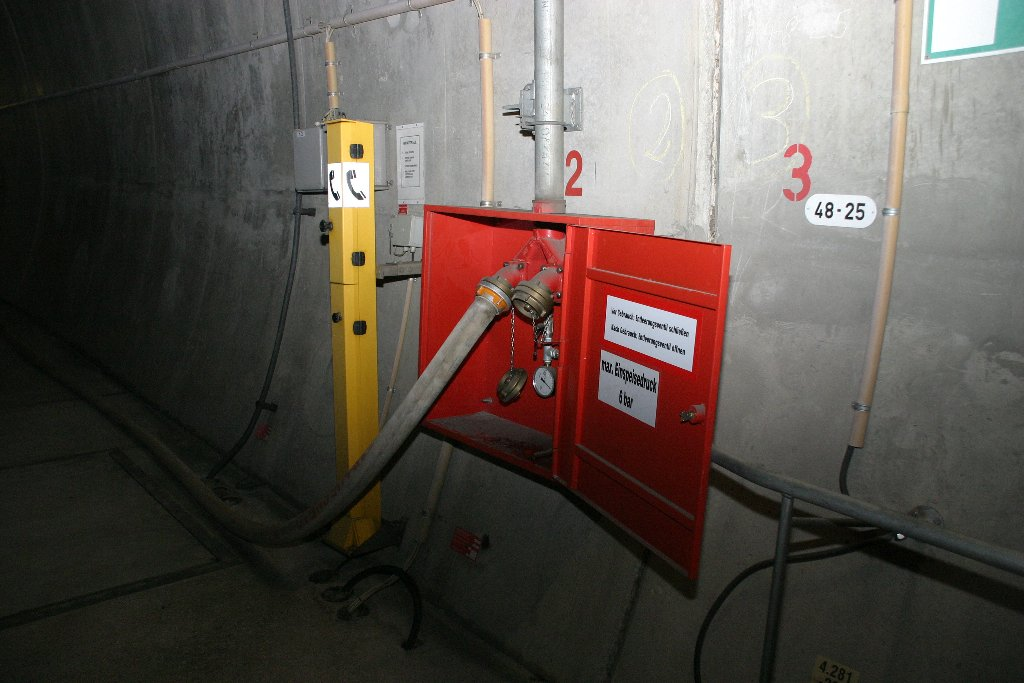
Sprechstelle und Wandhydrant an einem Fluchtweg

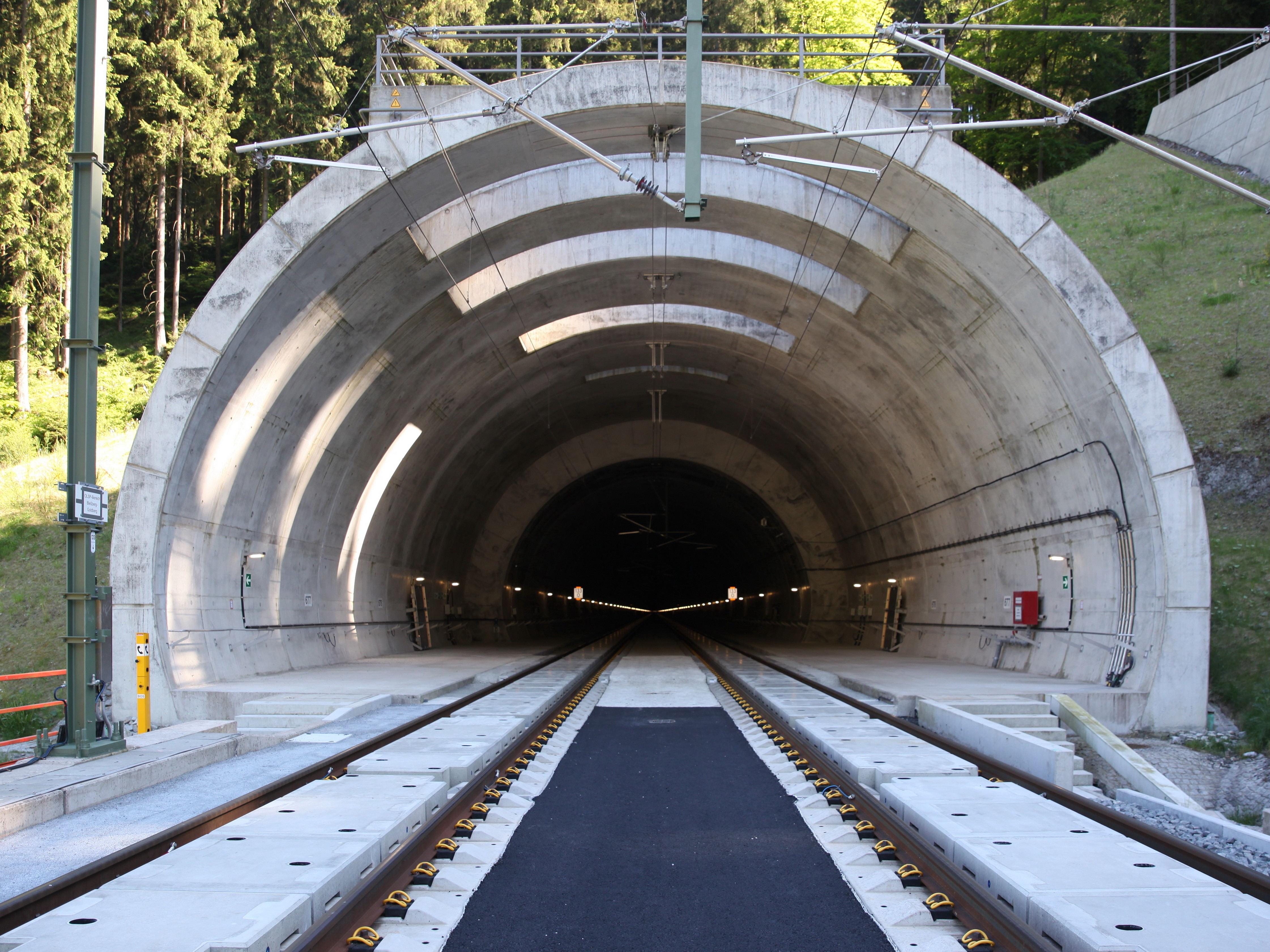
In neueren Eisenbahntunneln, wie dem 2017 eröffneten Bleßbergtunnel liegen Fluchtweg und Fahrbahn meist weitgehend bündig auf einer Höhe, um die Feste Fahrbahn im Ernstfall für Straßenfahrzeuge befahrbar zu machen.

Fluchtwege dienen in Eisenbahntunneln vorrangig der Selbstrettung von Reisenden. Ihre Gestaltung richtet sich nach unterschiedlichen nationalen und internationalen Vorschriften.
Sie sind nach Definition des deutschen Eisenbahn-Bundesamtes (EBA) „befestigte Gehflächen innerhalb der Fahrtunnel, die zu einem sicheren Bereich führen“. Als „sichere Bereiche“ gelten dabei Tunnelportale, Rettungsstollen, Rettungsschächte, Schleusen bzw. Verbindungsbauwerke. Bei modernen Eisenbahntunneln in Deutschland verlaufen Fluchtwege meist über die Oberfläche von Banketten, die u. a. auch Kabelkanäle und Löschwasserleitungen aufnehmen.

## Europäische Regelung

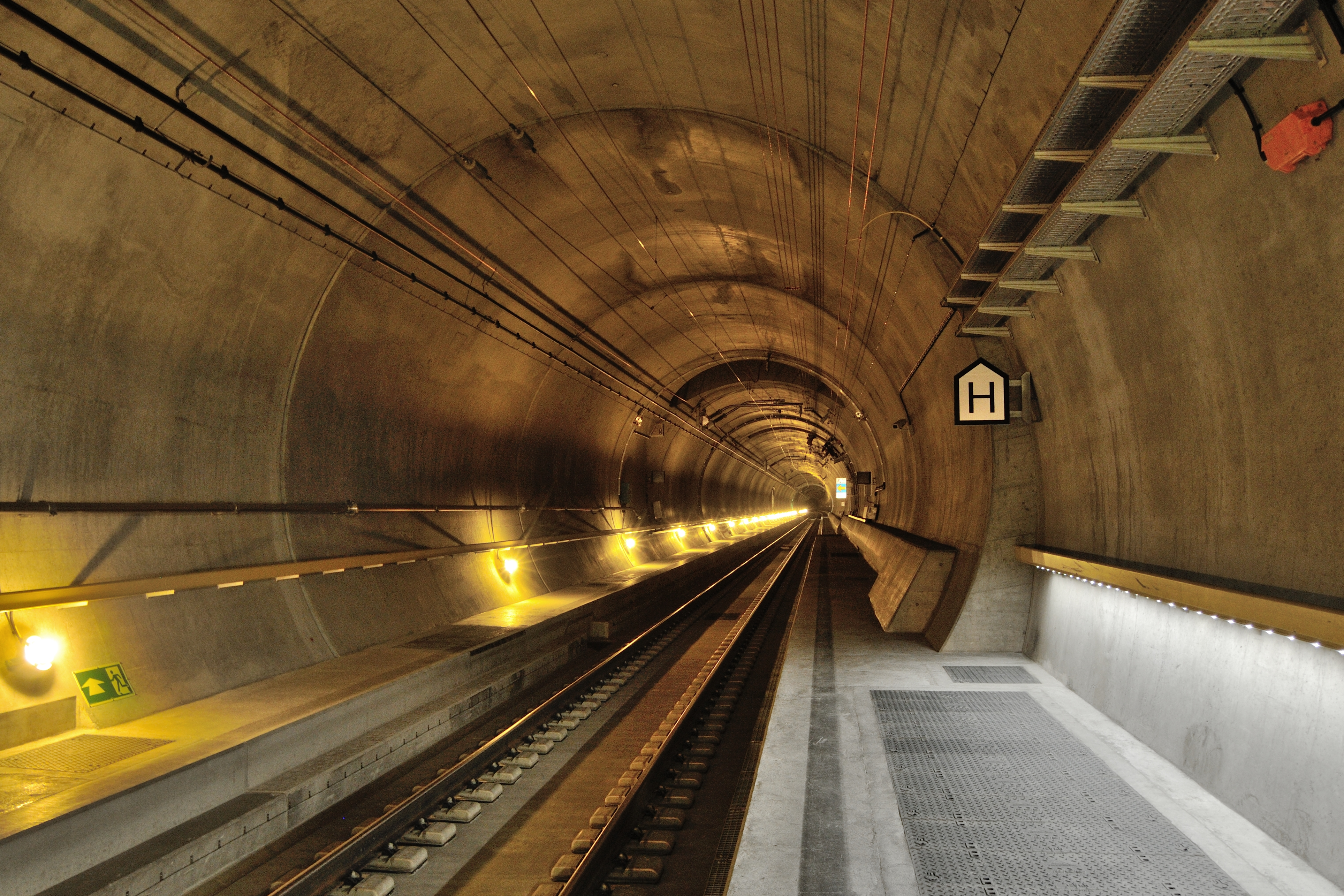
Fluchtweg (links) auf Höhe der Multifunktionsstelle Sedrun im Gotthard-Basistunnel

Nach der Technischen Spezifikationen für die Interoperabilität (TSI) über die Sicherheit in Eisenbahntunneln (TSI SRT) ist in neuen, erneuerten und umgerüsteten Eisenbahntunneln in der Europäischen Union von wenigstens 0,1 km Länge ein beleuchteter Fluchtweg von wenigstens 0,8 m Breite (zzgl. eines Handlaufs in 0,8 bis 1,1 m Höhe) und einer lichten Höhe von 2,25 m anzulegen. Ferner muss die Höhe des Fluchtwegs seit 2019 auf der Höhe der Schienenunterkante (zuvor Schienenoberkante) oder darüber liegen. Einengungen durch Hindernisse sind zulässig, soweit deren Länge 2 m nicht überschreitet und eine Mindestbreite des Fluchtwegs von 0,7 m gewährleistet bleibt. Entfernung und Richtung zu sicheren Bereichen sind mittels Fluchtwegkennzeichnung anzuzeigen.

## Regelung in Deutschland
In Deutschland liegt der Planung von Fluchtwegen die EBA-Richtlinie zu „Anforderungen des Brand- und Katastrophenschutzes an den Bau und den Betrieb von Eisenbahntunneln“ („Tunnelrichtlinie“). Demnach ist neben jedem Gleis ein eigener Fluchtweg anzulegen, der eben, hindernisfrei und ausreichend beleuchtet sein muss.
Als Breite des Fluchtwegs gilt „der Abstand zwischen dem breitesten, mit geöffneten Türen stehenden Schienenfahrzeug und der Leiteinrichtung an der Tunnelwand, gemessen in Höhe der Gehfläche“. Bei einer Planung von Gleisanlagen wird dabei mindestens ein Fahrzeug mit einer von der Gleisachse ausgehenden halben Breite von 1,65 m (Bezugslinie G1, gerundet) zu Grunde gelegt, zuzüglich einem geeigneten Maß für geöffnete Türen. Sie muss mindestens 1,20 m betragen. Eine lichte Durchgangshöhe von mindestens 2,25 m muss vorhanden sein. Die Breite des Fluchtwegs ist, im Gegensatz zum Gefahrenbereich und Sicherheitsraum nicht geschwindigkeitsabhängig.
In Tunneln mit Querschlägen zur anderen Röhre ist der Fluchtweg auf der Seite anzulegen, auf der sich die Querschläge zur anderen Röhre befinden. Einbauten sind in Einzelfällen, mit einer Tiefe höchstens 0,30 m und höchstens 2,0 m Breite zulässig – dies gilt auch dann, wenn die verfügbare Breite des Fluchtwegs die Mindestbreite überschreitet. In Abständen von höchstens 25 m ist die Richtung zum nächsten Portal bzw. Notausgang durch Pfeile zu markieren.
Die Maßgaben der Richtlinie berücksichtigen nach EBA-Angaben das Gefahrenpotential in Tunneln. Auf der freien Strecke sei in Tunnelanlagen die Wahrscheinlichkeit von Ereignissen zwar geringer als außerhalb von Tunneln, jedoch seien das mögliche Schadensausmaß größer und die Durchführung der Rettungsarbeiten schwieriger als außerhalb von Tunnelanlagen. Die schwere Erreichbarkeit und die abschirmende Wirkung eines Tunnels erschwerten im Ereignisfall die Hilfeleistung erheblich. Darüber hinaus sei „im Brandfall durch die Konzentration gefährlichen Brandrauchs eine nicht zu vernachlässigende zusätzliche Gefährdung vorhanden“.
Im Bereich der Deutschen Bahn sind Fluchtwege im Tunnel ein wesentlicher Teil des Selbstrettungskonzepts. Unternehmenseigene Richtlinien, insbesondere die Richtlinie 853 zur Planung von Eisenbahntunneln, enthalten gegenüber der Tunnelrichtlinie weitere Konkretisierungen.
Von Fluchtwegen (im Tunnel) abzugrenzen sind Rettungswege, die im unmittelbaren Anschluss an den Gefahrenbereich (an öffentlichen Schienenwegen außerhalb von Tunneln) angelegt werden und wenigstens 80 cm breit, 2,20 m hoch und frei von Einbauten sein müssen. Bei bis zu zwei Gleisen ist dabei ein einseitiger Rettungsweg ausreichend, bei mehr als zwei Gleisen sind diese beidseitig neben den äußeren Gleisen anzulegen. Aus der Tunnelrichtlinie wurde von Fachleuten eine vergleichbare Richtlinie für die Erfordernisse des Brand- und Katastrophenschutzes für Streckenabschnitte außerhalb von Tunneln abgeleitet, die „Anforderungen des Brand-  und Katastrophenschutzes an Planung, Bau und Betrieb von Schienenwegen“.
Ein Fluchtweg ist neben jedem Gleis anzuordnen. Er erfordert in der Regel keine größere Gesamtbreite als für den Randweg erforderlich.
Fluchtwege sind für eine Nutzlast von mindestens 5 kN/m² zu bemessen.

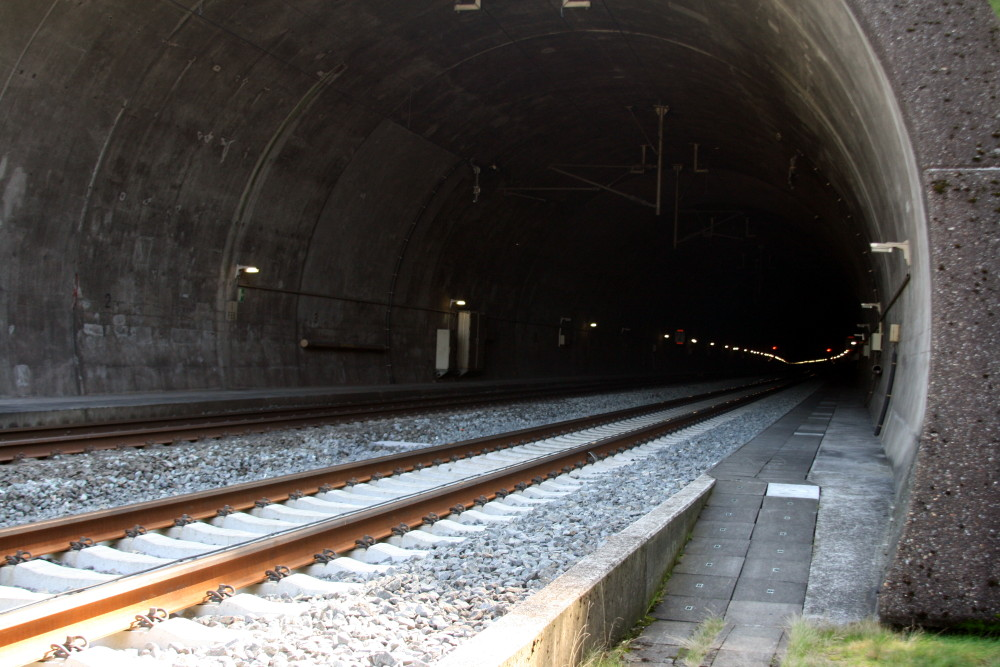
Gedeckelter Fluchtweg am Nordportal des 1988 eröffneten Landrückentunnels.

Fluchtwege von ca. 1,20 m Breite wurden in Deutschland u. a. bereits beim Bau der Tunnel der Schnellfahrstrecke Hannover–Würzburg in den 1980er Jahren realisiert. Nach dem Regelwerk der Deutschen Bahn von 1994 war bei allen Neubauten von Tunneln für jedes Gleis ein „Rettungsweg“ anzulegen. Er sollte auf der Seite der Sicherheitsraums liegen und von der Gleismitte einen lichten Abstand von mindestens 2,20 m haben, bei einer Breite von durchgehend 1,20 m. Die Gehfläche sollte auf Sollhöhe der Schienenoberkante liegen. Einbauten oder die Nutzung des bautechnischen Nutzraums waren nicht zulässig.